# Cartouche à percussion annulaire
 (février 2024).
Si vous disposez d'ouvrages ou d'articles de référence ou si vous connaissez des sites web de qualité traitant du thème abordé ici, merci de compléter l'article en donnant les références utiles à sa vérifiabilité et en les liant à la section « Notes et références ».

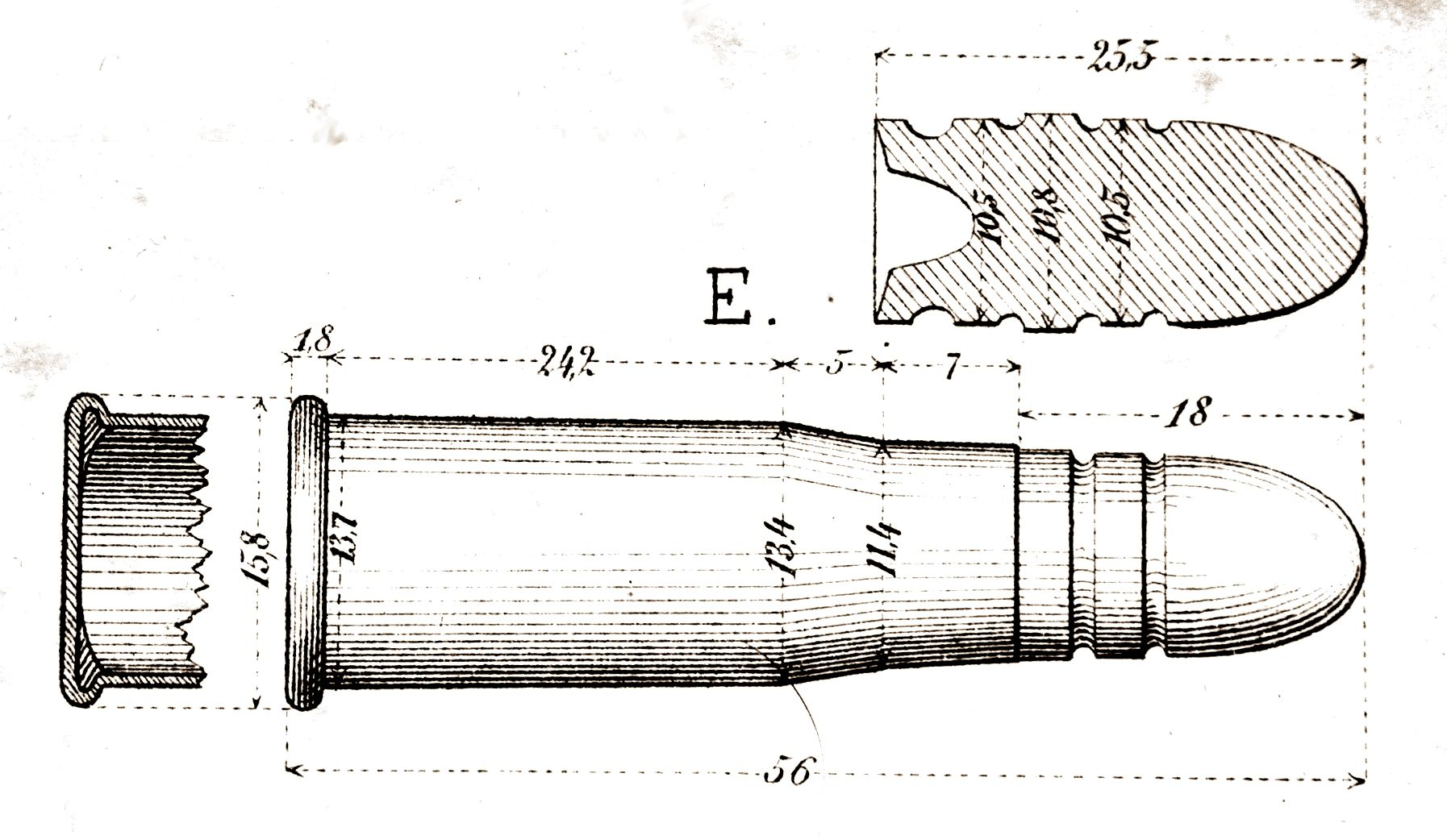
Cartouche Vetterli Ord. Suisse 1869

Les cartouches à percussion annulaire sont actuellement utilisées surtout dans les armes de petit calibre utilisées pour le tir sportif. Contrairement aux munitions à percussion centrale, la composition d'amorçage se trouve contenue dans le bourrelet de la cartouche qui est écrasé par la pointe du percuteur. L'avantage des cartouches à percussion annulaire se trouve dans la fabrication simple et peu coûteuse, puisque aucune pièce supplémentaire, tel que l'amorce, n'est nécessaire.

## Histoire

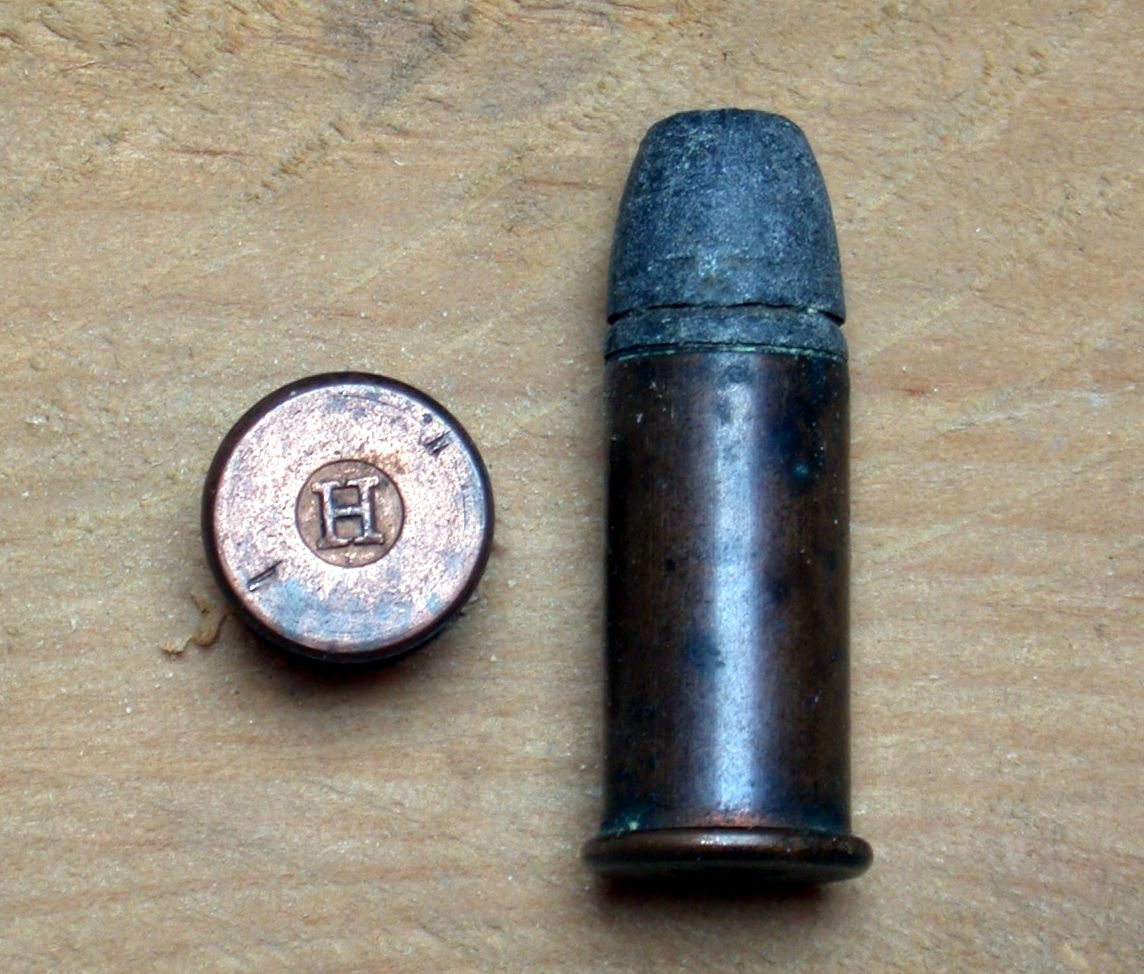
Cartouche .44-Henry-Flat

Inventée par l'armurier parisien Louis-Nicolas Flobert en 1845, les premières cartouches d’un calibre de 6 mm furent utilisées pour le tir avec des pistolets de petit calibre de salon. Comme charge de propulsion, les douilles ne comportaient qu’une amorce de fulminate de mercure. En 1854, aux États-Unis, les partenaires Horace Smith et Daniel Wesson de la firme Smith & Wesson mirent au point et firent breveter une copie améliorée de la cartouche Flobert, avec en plus de l’amorce, une charge propulsive de poudre noire, ancêtre de l'actuelle .22 Long Rifle.
C’est en 1860 que Benjamin Tyler Henry, ingénieur chez Winchester, a mis au point la première cartouche de gros calibre à percussion annulaire pour son fusil Henry à répétition, ancêtre du fusil Winchester. Cette cartouche comprend un étui de cuivre (ultérieurement de laiton), contenant 25 grains (1,6 g) de poudre noire, qui propulsent une balle de plomb de calibre nominal .44 (11,18 mm), pesant 216 grains (14 g). Elle a été suivie de nombreuses cartouches militaires comme celle du fusil Suisse Vetterli et de munitions de chasse de différents calibres. Vers la fin du 19e, le système à percussion annulaire était condamné à disparaître car les douilles en tôle de cuivre ou laiton mince n’étaient pas assez résistantes pour supporter la pression des charges nécessaires aux munitions modernes. Dès la fin du XIXe siècle, la percussion annulaire fut remplacée par les cartouches à percussion centrale.